# Birgit Rockmeier
Birgit Rockmeier (Moosburg an der Isar, 29 november 1973) is een voormalige Duitse atlete, die was gespecialiseerd in de sprint. Ze was meervoudig Duitse kampioene en behaalde haar grootste successen op de estafette.
Birgit Rockmeier is de tweelingzus van Gabi Rockmeier, die eveneens een succesvol sprintster was.

## Biografie
Haar grootste succes boekte Birgit Rockmeier in 2001. Ze won toen met haar teamgenotes Melanie Paschke, zus Gabi Rockmeier en Marion Wagner een gouden medaille op de 4 x 100 m estafette op de wereldkampioenschappen in Edmonton. Met een tijd van 42,32 s finishte het viertal achter de Verenigde Staten. Nadat de Amerikaanse sprintster Kelli White naderhand wegens doping gediskwalificeerd werd, werd de Duitse estafetteploeg in 2004 tot wereldkampioen van 2001 uitgeroepen.
In 1998 werd Rockmeier op de 4 x 100 m estafette met Melanie Paschke, Gabi Rockmeier en Andrea Philipp tweede tijdens de Europese kampioenschappen in Boedapest. Ze was reeds succesvol op de estafettenummers bij de junioren. Zo werd ze in 1991 Europees jeugdkampioene en won ze in 1992 een bronzen medaille op de 4 x 100 m estafette tijdens de wereldkampioenschappen voor junioren.
Birgit Rockmeier was tot 1998 aangesloten bij TSV Jahn Freising en vanaf 1999 startte ze voor LG Olympia Dortmund. Zij is soldate bij de Sportfördergruppe Neubiberg.

## Titels
- Wereldkampioene 4 x 100 m - 2001
- Europees kampioene 4 x 400 m - 2002
- Duits kampioene 100 m - 2005
- Duits kampioene 200 m - 2005
- Duits indoorkampioene 200 m - 2000, 2001, 2004, 2005, 2006
- Duits kampioene 400 m - 2002
- Europees jeugdkampioene 4 x 100 m - 1991

## Persoonlijke records
Outdoor
| Onderdeel | Prestatie | Datum            | Plaats    |
| --------- | --------- | ---------------- | --------- |
| 100 m     | 11,33 s   | 2 juli 2005      | Bochum    |
| 200 m     | 22,90 s   | 1 juli 2001      | Stuttgart |
| 300 m     | 36,76 s   | 19 augustus 2001 | Gateshead |
| 400 m     | 51,45 s   | 8 juli 2000      | Dortmund  |

Indoor
| Onderdeel | Prestatie | Datum            | Plaats       |
| --------- | --------- | ---------------- | ------------ |
| 60 m      | 7,34 s    | 31 januari 1999  | Halle        |
| 150 m     | 17,84 s   | 13 december 2003 | Fürth        |
| 200 m     | 22,89 s   | 15 februari 1998 | Sindelfingen |
| 300 m     | 37,67 s   | 22 januari 2000  | Sindelfingen |
| 400 m     | 52,58 s   | 2 februari 2000  | Erfurt       |

## Prestaties

### 200 m
- 1998: 4e EK indoor - 23,24 s
- 1999: 6e WK indoor - 23,74 s
- 2005: 7e Europacup - 23,42 s
- 2006: 6e Europacup - 23,03 s

### 400 m
- 2002: 8e EK - 52,91 s

### 4 x 100 m
- 1991:  EK U20 - 44,46 s
- 1992:  WK U20 - 44,52 s
- 1997: 4e WK - 42,44 s
- 1998:  EK - 42,68 s
- 1998:  Wereldbeker - 42,81 s
- 2001:  WK - 42,32 s
- 2002: 5e Wereldbeker - 43,36 s
- 2004: 6e OS - 43,64 s

### 4 x 400 m
- 2000: 4e OS - 3.27,02
- 2001:  WK indoor - 3.31,00
- 2002:  EK - 3.25,10
- 2002: 6e Wereldbeker - 3.31,09
- 2003: 4e WK - 3.25,25